# Jim Bradley
James Arthur Bradley (ur. 16 marca 1952 w East Chicago, zm. 20 lutego 1982 w Portland) – amerykański koszykarz, występujący na pozycji skrzydłowego.
19 lutego 1973 ustanowił rekord uczelni	Northern Illinois, zdobywając podczas spotkania z uczelnią Milwaukee 31 zbiórek, co okazało się wtedy 33 najlepszym rezultatem w tej kategorii w historii rozgrywek NCAA Division I.
Został zamordowany w 1982, w Portland, strzałem w plecy.

## Osiągnięcia
Na podstawie, o ile nie zaznaczono inaczej.
NCAA
- Mistrz sezonu regularnego konferencji Midwestern (1972)
- MVP konferencji Midwestern (1972)

ABA
- Mistrz ABA (1975)[3]
- Wicemistrz ABA (1976)[4]

Inne
- Mistrz:
  - All-American Basketball Alliance (AABA – 1978)
  - CBA (1979)